# 곡성군·화순군
곡성군·화순군은 대한민국의 옛 국회의원 선거구이다. 당시 전라남도 곡성군, 화순군 지역을 관할했다.

## 역사
제13대 국회의원 선거를 앞두고 담양군·곡성군·화순군 선거구에서 분리되면서 신설되었다.
제14대 국회의원 선거를 앞두고 화순군은 화순군 단독 선거구를 이루게 되고 곡성군은 구례군과 함께 곡성군·구례군 선거구를 이루게 됨에 따라 폐지되었다.

## 역대 국회의원
| 선거   | 정당 | 정당       | 의원   |
| ------ | ---- | ---------- | ------ |
| 1988년 |      | 평화민주당 | 홍기훈 |

## 역대 선거 결과

### 대한민국 제13대 국회의원 선거
|  | 74.80% |

|  | 21.38% |

|  | 2.29% |

|  | 1.50% |